# Nephrotoma concolorithorax
Nephrotoma concolorithorax är en tvåvingeart som först beskrevs av Enrico Adelelmo Brunetti 1912.  Nephrotoma concolorithorax ingår i släktet Nephrotoma och familjen storharkrankar. Inga underarter finns listade i Catalogue of Life.